# Unione Sportiva Triestina Calcio 1991-1992
Questa pagina raccoglie le informazioni riguardanti l'Unione Sportiva Triestina Calcio nelle competizioni ufficiali della stagione 1991-1992.

## Rosa
| N. |                   | Ruolo | Calciatore        |
| -- | ----------------- | ----- | ----------------- |
|    | Italia (bandiera) | D     | Giuseppe Bagnato  |
|    | Italia (bandiera) | C     | Andrea Bianchi    |
|    | Italia (bandiera) | P     | Alex Brunner      |
|    | Italia (bandiera) | C     | Silvio Casonato   |
|    | Italia (bandiera) | D     | Ersilio Cerone    |
|    | Italia (bandiera) | C     | Bruno Conca       |
|    | Italia (bandiera) | D     | Gino Cossaro      |
|    | Italia (bandiera) | C     | Sandro Danelutti  |
|    | Italia (bandiera) | C     | Andrea Del Bianco |
|    | Italia (bandiera) | D     | Diego Donadon     |
|    | Italia (bandiera) | P     | Mauro Drigo       |
|    | Italia (bandiera) | C     | Diego Ficarra     |
|    | Italia (bandiera) | A     | Denis Godeas      |
|    | Italia (bandiera) | D     | Gianni Iacuzzi    |
|    | Italia (bandiera) | P     | Paolo Longo       |
|    | Italia (bandiera) | D     | Nicola Losacco    |

| N. |                   | Ruolo | Calciatore             |
| -- | ----------------- | ----- | ---------------------- |
|    | Italia (bandiera) | C     | Giovanni Battista Luiu |
|    | Italia (bandiera) | A     | Umberto Marino         |
|    | Italia (bandiera) | D     | Angelo Pace            |
|    | Italia (bandiera) | A     | Ezio Panero            |
|    | Italia (bandiera) | C     | Walter Pasqualini      |
|    | Italia (bandiera) | A     | Cristian Polidori      |
|    | Italia (bandiera) | C     | Stefano Prisco         |
|    | Italia (bandiera) | P     | Gianluca Riommi        |
|    | Italia (bandiera) | C     | Giuseppe Romano        |
|    | Italia (bandiera) | C     | Massimo Runcio         |
|    | Italia (bandiera) | D     | Luigi Sandrin          |
|    | Italia (bandiera) | A     | Raffaele Solimeno      |
|    | Italia (bandiera) | D     | Massimiliano Tangorra  |
|    | Italia (bandiera) | C     | Antonio Terracciano    |
|    | Italia (bandiera) | D     | Maurizio Trombetta     |
|    | Italia (bandiera) | C     | Alberto Urban          |

## Risultati

### Campionato

#### Girone di andata
| 15 settembre 1991 1ª giornata | Massese | 2 – 2 | Triestina |  |

| 22 settembre 1991 2ª giornata | Triestina | 1 – 0 | Arezzo |  |

| 29 settembre 1991 3ª giornata | Alessandria | 1 – 1 | Triestina |  |

| 6 ottobre 1991 4ª giornata | Triestina | 1 – 1 | Empoli |  |

| 13 ottobre 1991 5ª giornata | Triestina | 0 – 0 | Vicenza |  |

| 20 ottobre 1991 6ª giornata | Pavia | 1 – 0 | Triestina |  |

| 27 ottobre 1991 7ª giornata | Triestina | 0 – 1 | Chievo |  |

| 10 novembre 1991 8ª giornata | Palazzolo | 0 – 0 | Triestina |  |

| 17 novembre 1991 9ª giornata | Triestina | 1 – 0 | Pro Sesto |  |

| 24 novembre 1991 10ª giornata | SPAL | 0 – 0 | Triestina |  |

| 1º dicembre 1991 11ª giornata | Triestina | 1 – 0 | Como |  |

| 8 dicembre 1991 12ª giornata | Siena | 2 – 1 | Triestina |  |

| 15 dicembre 1991 13ª giornata | Triestina | 0 – 0 | Spezia |  |

| 22 dicembre 1991 14ª giornata | Monza | 0 – 0 | Triestina |  |

| 29 dicembre 1991 15ª giornata | Casale | 1 – 1 | Triestina |  |

| 12 gennaio 1992 16ª giornata | Triestina | 1 – 0 | Carpi |  |

| 19 gennaio 1992 17ª giornata | Baracca Lugo | 3 – 3 | Triestina |  |

#### Girone di ritorno
| 26 gennaio 1992 18ª giornata | Triestina | 2 – 2 | Massese |  |

| 9 febbraio 1992 19ª giornata | Arezzo | 0 – 0 | Triestina |  |

| 16 febbraio 1992 20ª giornata | Triestina | 1 – 0 | Alessandria |  |

| 23 febbraio 1992 21ª giornata | Empoli | 3 – 0 | Triestina |  |

| 1º marzo 1992 22ª giornata | Vicenza | 1 – 0 | Triestina |  |

| 8 marzo 1992 23ª giornata | Triestina | 2 – 0 | Pavia |  |

| 15 marzo 1992 24ª giornata | Chievo | 0 – 1 | Triestina |  |

| 23 marzo 1992 25ª giornata | Triestina | 3 – 1 | Palazzolo |  |

| 5 aprile 1992 26ª giornata | Pro Sesto | 0 – 1 | Triestina |  |

| 12 aprile 1992 27ª giornata | Triestina | 0 – 1 | SPAL |  |

| 18 aprile 1992 28ª giornata | Como | 2 – 0 | Triestina |  |

| 26 aprile 1992 29ª giornata | Triestina | 2 – 1 | Siena |  |

| 3 maggio 1992 30ª giornata | Spezia | 4 – 1 | Triestina |  |

| 10 maggio 1992 31ª giornata | Triestina | 1 – 1 | Monza |  |

| 17 maggio 1992 32ª giornata | Triestina | 2 – 1 | Casale |  |

| 24 maggio 1992 33ª giornata | Carpi | 1 – 0 | Triestina |  |

| 31 maggio 1992 34ª giornata | Triestina | 2 – 1 | Baracca Lugo |  |